# Puppet Master III: Toulon's Revenge
Puppet Master III: Toulon's Revenge es una película de terror de 1991 directa a video escrita por Charles Band, C. Courtney Joyner y David Schmoeller y dirigida por David DeCoteau. Es la tercera película en la franquicia de Puppet Master, una precuela de Puppet Master de 1989 y Puppet Master II de 1991. Está protagonizada por Guy Rolfe como un titiritero, cuya habilidad para animar sin vida material atrae la atención de los nazis, cuyos miembros son interpretados por Richard Lynch, Ian Abercrombie y Walter Gotell. Esta película, así como la segunda, cuarta y quinta entregas de la serie, sólo está disponible en formato DVD a través de un box set de Full Moon que contiene las primeras siete películas de la saga, pero se descatalogó poco después. Sin embargo, en 2007, Full Moon recupera los derechos a las cinco primeras películas, y el box set ha sido reeditado y está disponible directamente en Full Moon, así como de varios minoristas en línea. La película también está disponible en DVD junto con las dos primeras de la saga en una triple función 'Midnight Horror Collection' a un precio asequible. Una edición remasterizada en Blu-ray y DVD de la película fue lanzada el 18 de septiembre de 2012.

## Argumento
La película se fija en 1941 (en contraste con Puppet Master I que establece que Toulon se suicidó en 1939 y que debería haber sido 1936) en Berlín de la Segunda Guerra Mundial. Un científico llamado Dr. Hess es forzado por los nazis, especialmente su Gestapo Major Kraus, para crear una droga capaz de animar a los cadáveres para usar como escudos vivientes en el campo de batalla, pero no puede hacerlo bien: mientras que los cadáveres reaniman, tienen una tendencia a la violencia insensata. En el centro de un pequeño teatro, Andre Toulon ha creado un espectáculo de marionetas satírico político para los niños, una marioneta de viejo oeste americano de seis brazos llamada Six Shooter, que ataca a una reconstrucción inanimada en marioneta de Adolf Hitler. En el espectáculo, junto a una multitud de niños, también asiste el teniente Erich Stein, conductor de Kraus. Después de la actuación, Toulon y su esposa Elsa alimentan los títeres con la fórmula que sustenta su fuerza de vida, pero son mirados por Stein, quien informa a su superior en la mañana siguiente. Hess, realmente fascinado por la fórmula, quiere libremente compartir el secreto de Toulon con él, pero Kraus quiere tomar a Toulon por traición. Al día siguiente, Andre le da a Elsa una marioneta hecha a mano en su semejanza como un regalo, pero poco después Kraus, Hess y un escuadrón de soldados irrumpen en el taller y toman a Toulon, Tunneler y Pinhead. Cuando Elsa intenta impedirles tomar la fórmula, ella recibe un disparo por uno de los escoltas, y Toulon es llevado lejos de ella. Cuando Kraus se prepara para irse, Elsa, muy herida, escupe a Kraus, en represalia, Kraus a sangre fría dispara y la mata. Sin embargo, mientras Toulon es transportado, los dos soldados que le custodiaban son matados por Pinhead y Tunneler, permitiendo a Toulon escapar.Después de ocultarse por el resto de la noche, Toulon vuelve a su teatro para encontrar que ha sido quemado por los nazis. Él encuentra a Six Shooter y Jester y sale con ellos, entonces descubre un hospital parcialmente destruido y decide montar campamento en él. Toulon quiere venganza, para él, Pinhead y Jester irrumpen en la morgue para obtener la esencia de la vida de su esposa e insertarla en la marioneta de mujer que hizo para ella, y como ella vuelve a la vida, él inserta varias sanguijuelas en ella que encontró en un tarro. Más tarde esa noche, Toulon realiza el primer ataque de venganza contra Stein mientras él arregla el coche Kraus, junto con Pinhead, Jester y Leech Woman, y en su huida de los perseguidores, Toulon posteriormente encuentra refugio en un edificio bombardeado. En su laboratorio, Dr. Hess está estudiando la fórmula de Toulon, y deseoso de conocer y hablar con él, se remonta al viejo teatro. Mientras tanto, unos amigos del espectáculo de marionetas, un chico llamado Peter Hertz y su padre, encuentran a Andre y deciden vivir con él después de que la madre de Peter fue arrestada bajo cargos de espionaje. Al día siguiente, Toulon envía a Six Shooter a matar al General Müller, el supervisor del proyecto Nazi de reanimación, mientras él visita un burdel. Mientras que Six Shooter consigue matar al general, Müller dispara de antemano a uno de los brazos de la marioneta. Peter se remonta al viejo taller de Toulon en busca de un brazo de reemplazo y es capturado por el Dr. Hess, que lo trata amablemente y consigue lo que lo lleve hasta donde se encuentra Toulon. El Dr. Hess encuentra y habla con Toulon, quien le dice sobre el secreto de las marionetas, y los dos se hacen amigos. Pero el padre de Peter traiciona a Toulon diciéndole al Major Kraus sobre su escondite a cambio de un indulto para su familia. Kraus y sus hombres se dirigen al edificio en ruinas, pero los títeres contraatacan para que Toulon y Hess puedan escapar. Kraus toma a Pedro y su padre, exigiendo saber dónde está Toulon; Hertz lucha contra él y es disparado por Kraus. Mientras buscaban las casas cercanas, uno de los hombres de Kraus es derribado por Six Shooter; pero cuando se le acerca Hess, el soldado clava un cuchillo en él antes de expirar. Hess muere a causa de la lesión, diciendo a Toulon que siga luchando. Toulon vuelve una vez más a su antiguo teatro, donde se queda dormido de agotamiento y pronto se le une Peter, ahora huérfano. Por la noche, Major Kraus vuelve a su oficina, sólo para caer preso de una emboscada de Toulon y sus marionetas, ahora acompañados de Blade, infundido con esencia de Hess. Toulon toma una venganza terrible en Kraus, colgándolo del techo por sus extremidades y el cuello, que son empalados por ganchos afilados. Después de haber tendido una alabarda en el suelo, con el filo hacia arriba, Toulon establece la cuerda en el fuego; la cuerda se corta y Kraus cae fatalmente justo sobre la alabarda. La película termina con Toulon, haciéndose pasar por Kraus, escapando del país para Ginebra en el tren expreso con Peter.

## Reparto
- Guy Rolfe – Andre Toulon
- Sarah Douglas – Elsa Toulon
- Richard Lynch – Major Kraus
- Ian Abercrombie – Dr. Hess
- Kristopher Logan – Lt. Eric Stein
- Aron Eisenberg – Peter Hertz
- Walter Gotell – General Mueller
- Matthew Faison – Hertz
- Michelle Bauer – Lili
- Jasmine Touschek – Prostituta
- Eduard Will – Soldado
- John Regis – Vigilante en la Morgue
- Neal Parrow – Joven piloto
- Kenneth Cortland – Soldado en la farmacia
- Lenny Rose – Agente de aeropuerto
- Laurie Mateyko – Niña pequeña
- Rhonda Britten – Madre
- Michael Lowry – Guardian de Hess
- Michael Leroy Rhodes – Guardia de Hess
- John Cann – Joven soldado muerto
- Ivan J. Rado – Comerciante del Cairo

### Marionetas
- Blade
- Pinhead
- Leech Woman
- Jester
- Tunneler
- Six Shooter
- Djinn